# Peter Tauber (zoolog)
Peter August Møller Tauber, född 29 juli 1832 på Frederiksberg, död 12 december 1892 i Köpenhamn, var en dansk zoolog. 
Tauber studerade under en rad år zoologi under J.C. Schiødte, men tvingades av ekonomiska skäl att avbryta studierna och var därefter verksam som skollärare. Han bedrev senare självstudier och utgav arbetena Om Tandsæt og Levemaade hos de danske Flagermus og Insektædere (1872), Undersøgelser over Naidernes kønsløse Formering (1874) och Om Hønseæggets Befrugtning i Æggelederen (1875), som alla prisbelönades. 
År 1874 ansökte Tauber om att vid Köpenhamns universitet få disputera för doktorsgraden utan att avlagt föreskriven ämbetsexamen. Denna dispens medgavs efter långvarigt motstånd, och antagandet av hans avhandling Tanddannelse og Tandudvikling hos Hvirveldyrene (1876) skedde först efter betydande strid. Efter disputationen ägde omfattande förhandlingar rum mellan konsistoriet och kultusministeriet rum, och slutligen underkändes avhandlingen, en fråga som på formella grunder fick stor uppmärksamhet. Under senare år ägnade han sig främst åt att utarbeta Pattedyr till "Zoologia Danica", ett tämligen användbart arbete.